# グレンジャー郡 (テネシー州)
グレンジャー郡（英: Grainger County）は、アメリカ合衆国テネシー州の東部に位置する郡である。2010年国勢調査での人口は22,657人であり、2000年の20,659人から9.7%増加した。郡庁所在地はラトリッジ町（人口1,122人）であり、同郡で人口最大の都市はビーンステーション市（人口2,826人）である。
グレンジャー郡はハンブレン郡とジェファーソン郡と共に、モリスタウン大都市圏を構成しており、またノックスビル・セビアビル・ラフォレット広域都市圏に属している。トマトで有名な郡である。

## 地理
グレンジャー郡は北にクリンチ川（ノリス・ダムに堰き止められてノリス湖を作っている）、南東にホルストン川（チェロキー湖を含む）が流れている。アメリカ合衆国国勢調査局に拠れば、郡域全面積は302平方マイル (782.2 km2)であり、このうち陸地280平方マイル (725.2 km2)、水域は22平方マイル (57.0 km2)で水域率は7.31%である。クリンチ山が目立つ地形であり、ラトリッジのある郡南部とウォッシュバーンのある北部を分けている。

### インディアン洞窟
インディアン洞窟はホルストン川沿い、現在のブレインに近い歴史的な史跡である。この洞窟は、ヨーロッパ人がこの地域に入る以前、紀元前1000年頃に先住民が入ってきたときから使われていた。トウの松明など人工物が出てきており、前史時代の人々が使っていたと考えられている。イロコイ語を話すチェロキー族が北東からこの地域に移ってきて、オハイオ川流域の東部やアパラチア山脈からサウスカロライナをその領土に変えた。
1700年代、チェロキー族の集落が洞窟入り口の西にあったが、ヨーロッパ系アメリカ人開拓者が入ってくることで押し出された。1779年にドネルソン隊がホルストン川を下って現在のナッシュビルに入る途中で、インディアン洞窟入り口の前を通った。アメリカ独立戦争が終わった後、多くの開拓者が入ってくるようになった。1830年のインディアン移住法により、アメリカ合衆国議会は南東部のインディアンをミシシッピ川より西に移住させる権限を大統領に与えた。
ノースカロライナ州出身で元南軍の将軍だったロバート・ホークが、南北戦争後の事業の1つとして、1869年7月21日にこの洞窟を購入した。貴重な天然資源として、グアノ（コウモリの糞の堆積物）を採掘させた。
1916年1月4日、地域の事業家達が洞窟を商業的呼び物として開発するためにインディアン洞窟公園協会を結成した。これはグレートスモーキー山地にある他の洞窟も同様な状況だった。この協会は1924年5月30日まで洞窟を一般公開しなかった。現在は観光客に開放されている。

### 隣接する郡
- ハンコック郡 and ホーキンス郡 - 北東
- ハンブレン郡 - 東
- ジェファーソン郡 - 南
- ノックス郡 - 南西
- ユニオン郡 - 西
- クレイボーン郡 - 北西

## 人口動態

人口ピラミッド

以下は2000年の国勢調査による人口統計データである。
| 基礎データ - 人口: 20,659人 - 世帯数: 8,270 世帯 - 家族数: 6,161 家族 - 人口密度: 28人/km2（74人/mi2） - 住居数: 9,732軒 - 住居密度: 13軒/km2（35軒/mi2） 人種別人口構成 - 白人: 98.41% - アフリカン・アメリカン: 0.32% - ネイティブ・アメリカン: 0.15% - アジア人: 0.09% - 太平洋諸島系: 0.02% - その他の人種: 0.40% - 混血: 0.61% - ヒスパニック・ラテン系: 1.09% | 年齢別人口構成 - 18歳未満: 22.9% - 18-24歳: 8.2% - 25-44歳: 30.5% - 45-64歳: 25.8% - 65歳以上: 12.5% - 年齢の中央値: 38歳 - 性比（女性100人あたり男性の人口） - 総人口: 99.0 - 18歳以上: 96.5 世帯と家族（対世帯数） - 18歳未満の子供がいる: 31.4% - 結婚・同居している夫婦: 61.9% - 未婚・離婚・死別女性が世帯主: 8.8% - 非家族世帯: 25.5% - 単身世帯: 22.5% - 65歳以上の老人1人暮らし: 9.1% - 平均構成人数 - 世帯: 2.48人 - 家族: 2.89人 | 収入と家計 - 収入の中央値 - 世帯: 27,997米ドル - 家族: 33,347米ドル - 性別 - 男性: 25,781米ドル - 女性: 19,410米ドル - 人口1人あたり収入: 14,505米ドル - 貧困線以下 - 対人口: 18.7% - 対家族数: 15.1% - 18歳未満: 22.4% - 65歳以上: 26.0% |

## 都市と町
- ビーンステーション
- ブレイン
- ラトリッジ - 郡庁所在地

### 未編入の町
| - ジョッパ - リバティヒル - パウダースプリングス | - テイターバレー - ソーンヒル - ウォッシュバーン |